# Танкова дивізія «Фельдгеррнгалле 1»
Танкова дивізія «Фельдгернгалле 1» (нім. Panzer-Division Feldherrnhalle 1) — танкова дивізія Вермахту, що існувала у складі Сухопутних військ Німеччини в роки Другої світової війни.

## Історія
Танкова дивізія «Фельдгернгалле 1» сформована 27 листопада 1944 року шляхом переформування панцергренадерської дивізії «Фельдгернгалле»

## Райони бойових дій
- Угорщина (листопад 1944 — лютий 1945);
- Чехословаччина (лютий — квітень 1945);
- Австрія (квітень — травень 1945).

## Командування

### Командири
- генерал-майор Гюнтер Папе (нім. Günther Pape) (27 листопада 1944 — 8 травня 1945).

## Нагороджені дивізії
Нагороджені дивізії
|  | Кавалери Золотого Німецького Хреста                                                                        | 4                           |
|  | Кавалери Лицарського хреста Залізного хреста                                                               | 7, у т.ч. 1 непідтверджений |
|  | Кавалери Почесної Відзнаки Сухопутних військ «Почесна застібка на орденську стрічку для Сухопутних військ» | 3                           |